# Asset Purchase Programme
Le Asset Purchase Programme (APP), parfois connu sous son nom français de Programme d’achats d’actifs, est un programme de politique monétaire lancé par la Banque centrale européenne en 2014 afin de lutter contre la crise économique européenne de 2010. Ce programme fait partie de la famille des politiques monétaires non conventionnelles. Il consiste en des rachats massifs d'actifs financiers. Il prend fin en 2018, mais est  reconduit pour une durée indéfinie à partir de novembre 2019.

## Contenu

### Principe
Le Asset Purchase Programme a pour but officiel de stimuler l'inflation afin qu'elle atteigne son objectif d'inflation de 2%, conformément à la mission fixée par le traité fondateur de la Banque centrale européenne. La BCE achète et fait acheter par les banques centrales nationales des obligations d’État, c'est-à-dire des titres de dette publique. Le programme permet aussi l'achat d'obligations issues du secteur privé, ainsi que des titres adossés à des actifs et des obligations sécurisées. 
Plusieurs conditions sont posées par la BCE. Tout d'abord, les obligations sont éligibles au rachat en fonction d'un certain nombre de critères de sûreté. Ensuite, les rachats de dette publique se font proportionnellement au capital détenu par les banques centrales nationales dans la Banque centrale européenne. Enfin, la BCE ne rachète pas plus du tiers des émissions de chaque pays. Une dernière condition interdit à la BCE de racheter de la dette à taux négatif, ce qui explique qu'elle ait très peu acheté de dette allemande.
Ces achats d'actifs influencent l'économie réelle par plusieurs canaux. Le canal bancaire est particulièrement visé : les rachats d'actifs des banques par la BCE font augmenter la demande, ce qui cause une hausse des prix. Cela incite les banques commerciales à octroyer plus de prêts aux agents économiques, ce qui stimule l'investissement et la demande ; l'augmentation des prêts fait baisser les taux d'intérêt. In fine, les rachats permettent une amélioration des conditions financières générales pour les entreprises et les ménages de la zone euro. La BCE rassure en même temps les investisseurs de son volontarisme, ce qui permet de diminuer la volatilité des cours.

### Programmes composants l'APP
L'APP est lui-même divisé en plusieurs programmes :
- Le Corporate Sector Purchase Programme (CSPP), qui vise à acheter des obligations privées. Il est lancé en juin 2016[4].
- Le Public Sector Purchase Programme (PSPP), qui vise à acheter des obligations publiques.
- Le Asset-Backed Securities Purchase Programme (ABSPP). Il est lancé en novembre 2014[3].
- Le Third Covered Bond Purchase Programme (CBPP3). Il est lancé en octobre 2014[3].

Le rythme d'achat défini par le Conseil des gouverneurs de la Banque centrale européenne se situe entre 15 et 80 milliards d’euros par mois. 

## Historique

### Premier programme jusqu'en 2018
La crise économique mondiale des années 2008 et suivantes ont plongé les pays de l'Union européenne dans une importante crise économique, diminuant les taux de croissance, et augmentant à la fois le chômage et les dette publiques. Face à cette récession régionale, la Banque centrale européenne décide d'adopter des mesures non conventionnelles à la mi-2014.
Les rachats équivalent à 60 milliards d'euros entre mars 2015 et mars 2016, 80 milliards entre avril 2016 et mars 2017, 60 milliards entre avril 2017 et décembre 2017, 30 milliards entre janvier 2018 et septembre 2018, puis 15 milliards entre octobre et décembre 2018. 
Le Conseil des gouverneurs vote en décembre 2018 la fin du programme pour cette même année. Toutefois, comme prévu à son origine, les remboursements au titre du principal des titres arrivant à échéance acquis dans le cadre du programme continuent d'être réinvestis pendant les années qui suivent. Entre janvier et octobre 2019, les banques de l'Eurosystème réinvestissent les remboursements du principal qu'elles ont obtenu sur les actifs achetés par le programme APP qui sont arrivés à maturité.

### Remise en route du programme en 2019
Le 12 septembre 2019, la Banque centrale européenne annonce que le programme sera remis en route à partir du 1er novembre 2019, à un rythme mensuel de 20 milliards d'euros. Elle annonce que le programme durera « aussi longtemps que nécessaire ».
La crise économique liée à la pandémie de Covid-19 incite la BCE à maintenir son programme. Le 12 mars 2020, elle annonce ajouter une enveloppe additionnelle de 120 milliards d'euros à ses programmes d'achats afin de tenir jusqu'à la fin de l'année 2020. En octobre 2020, le stock d'actifs détenu par le programme APP s'élève à 2999 milliards d'euros. Le programme fonctionne parallèlement au Pandemic Emergency Purchase Programme. Ce dernier, plus flexible, a des contraintes moins rigides en termes d'obligations éligibles au rachat par la BCE. Le membre du conseil de la BCE Yves Mersch annonce que le programme APP conservera ses exigences durant la crise du Covid-19.

## Effets

### Croissance
Une étude interne de la Banque centrale européenne, publiée en 2017, indique que l'APP a eu un effet positif sur le PIB réel. Les effets sur le PIB seraient plus forts à court terme. Le programme réussirait à affecter plusieurs canaux de transmission, comme le taux de change et le crédit bancaire.
Dans une étude de février 2021, la Banque de France met en lumière un impact de l'APP sur la production industrielle de 0,15%.

### Inflation
L'étude de la BCE de 2017 montre un effet net de l'APP sur l'inflation de moyen terme. L'étude de la Banque de France montre que des achats de l'ordre de 1% du PIB de la part de l'APP ont eu un impact sur les prix de 0,06%. Elle conclut que l'APP a permis d'éviter à la zone euro des épisodes de déflation entre fin 2015 et début 2016.

### Taux d'intérêt
Une étude menée en 2019 a montré que le programme avait permis une réduction importante des taux d'intérêt, notamment ceux de long terme. Ils auraient baissé de 95 points de base. 